# Liste der Baudenkmale in Franzburg
In der Liste der Baudenkmale in Franzburg sind alle Baudenkmale der Stadt Franzburg im Landkreis Vorpommern-Rügen und ihrer Ortsteile aufgelistet. Grundlage ist die Veröffentlichung der Denkmalliste des Landkreises Vorpommern-Rügen, Auszug aus der Kreisdenkmalliste vom Juli 2012.

## Franzburg
| ID           | Lage                                    | Bezeichnung                                                     | Beschreibung | Bild                                                       |
| ------------ | --------------------------------------- | --------------------------------------------------------------- | --- | ---------------------------------------------------------- |
| 306 Wikidata | Abtshäger Straße 2 (Karte)              | Wohnhaus "Stadtvilla Franzburg"                                 | |                                                            |
| 307 Wikidata | An der Promenade 1 (Karte)              | ehem. Lehrerseminar mit Mauer (Johannes-Bugenhagen-Schule)      | 3-gesch. mehrflügeliger Klinkerbau von um 1875 des Lehrerseminars von 1853, mittlerer Eingangsgiebel und Mezzanin, Traufgesims mit friesartigem Ornament, verzierte Klinkermauer zu den Straßen | ehem. Lehrerseminar mit Mauer (Johannes-Bugenhagen-Schule) |
| 308 Wikidata | An der Promenade 4 (Karte)              | Schule                                                          | |                                                            |
| 309 Wikidata | An der Promenade 9 (Karte)              | Wohnhaus                                                        | |                                                            |
| 310 Wikidata | Ecke Brunststraße / Wurthstraße (Karte) | Handschwengelpumpe (vor Haus Nr. 9, Brunststraße)               | |                                                            |
| 311 Wikidata | Ernst-Thälmann-Straße 11 (Karte)        | Wohnhaus mit Stall                                              | 1-gesch. sanierter Fachwerkbau mir vorderer Putzfassade |                                                            |
| 312 Wikidata | Ernst-Thälmann-Straße 15 (Karte)        | Wohnhaus                                                        | 3-gesch. sanierter Putzbau mit Mezzaningeschoss |                                                            |
| 341 Wikidata | Ernst-Thälmann-Straße 20 (Karte)        | Backsteinmauer                                                  | |                                                            |
| 313 Wikidata | Ernst-Thälmann-Straße 23 (Karte)        | Wohnhaus                                                        | 2-gesch. Klinkerbau aus der Gründerzeit mit kleinem Dachhaus, im Bild rechts | Wohnhaus                                                   |
| 314 Wikidata | Ernst-Thälmann-Straße 24 (Karte)        | Wohn- und Geschäftshaus                                         | |                                                            |
| 316 Wikidata | Ernst-Thälmann-Straße 38 (Karte)        | Wohn- und Geschäftshaus                                         | |                                                            |
| 318 Wikidata | Ernst-Thälmann-Straße 61 (Karte)        | Wohn- und Geschäftshaus                                         | |                                                            |
| 320 Wikidata | Ernst-Thälmann-Straße 66 (Karte)        | Wohnhaus                                                        | |                                                            |
| 321 Wikidata | Ernst-Thälmann-Straße 68 (Karte)        | Haustür                                                         | |                                                            |
| 322 Wikidata | Ernst-Thälmann-Straße 71 (Karte)        | Rathaus mit Hofumbauung an der Petersstraße                     | 1-gesch. 4-Flügelbau mit Mansarddächern, 17.+ 18. Jh., Betonung durch Giebelrisalite, rückseitige Durchfahrt | Weitere Bilder                                             |
| 323 Wikidata | Ernst-Thälmann-Straße 72 (Karte)        | Wohnhaus                                                        | |                                                            |
| 324 Wikidata | Ernst-Thälmann-Straße 76 (Karte)        | Wohn- und Geschäftshaus                                         | |                                                            |
| 325 Wikidata | Ernst-Thälmann-Straße 85 (Karte)        | Wohnhaus (Heimatmuseum)                                         | |                                                            |
| 326 Wikidata | Ernst-Thälmann-Straße 86 (Karte)        | Wohnhaus                                                        | |                                                            |
| 329 Wikidata | Garthofstraße 17 (Karte)                | ehem. Präbarandenanstalt (Internat) und Wohnhaus                | |                                                            |
| 330 Wikidata | Garthofstraße 19 (Karte)                | Internat                                                        | |                                                            |
| 335 Wikidata | Geskestraße 1 - (Karte)                 | ehem. Schloss (Wohnungen) mit Anbau Mauer u. Fachwerkgebäude an | |                                                            |
| 331 Wikidata | Kirchplatz (Karte)                      | Kirche mit Kirchhof                                             | ehem. Abteikirche (1280–1330) des Klosters Neuenkamp, um 1580 Umbau zur Schlosskapelle später Pfarrkirche, gotischer Backsteinbau mit Satteldach, früher Langhaus mit 7 Jochen, 2 Querschiffen und Chor (3 Joche)# erhalten südl. Querschiff, nördl. Abschluss in Renaissanceformen, außen durch Strebepfeiler gegliedert, östlicher 2-gesch. Sakristeianbau (17. Jh.), Restaurierung 1876/1877, 2-gesch. Empore mit segmentbogigen Öffnungen | Weitere Bilder                                             |
| 336 Wikidata | Petersstraße 16 (Karte)                 | Wohnspeicher                                                    | |                                                            |
| 334 Wikidata | Platz der Freiheit (Karte)              | Kriegerdenkmal 1870/1871                                        | |                                                            |
| 337 Wikidata | Platz der Freiheit 5 (Karte)            | Wohnhaus                                                        | |                                                            |
| 333 Wikidata | Promenade 1 (Karte)                     | Kriegerdenkmal 1914/1918                                        | |                                                            |
| 338 Wikidata | Schlossstraße 2 (Karte)                 | Wohnhaus                                                        | 2-gesch. sanierter Putzbau von 1900, aufgestockt um 1909, mit Giebelrisalit und reichen Stuckelementen |                                                            |
| 339 Wikidata | Schlossstraße 4 (Karte)                 | ehemalige Post                                                  | |                                                            |
| 340 Wikidata | Schlossstraße 9 (Karte)                 | Haustür                                                         | |                                                            |

## Müggenhall
| ID           | Lage                    | Bezeichnung                                             | Beschreibung | Bild |
| ------------ | ----------------------- | ------------------------------------------------------- | ------------ | ---- |
| 611 Wikidata | Am Kreisverkehr (Karte) | ehemaliges Gasthaus                                     |              |      |
| 612 Wikidata | An der Landstraße       | ehemaliges Raiffeisengebäude                            |              |      |
| 614 Wikidata | Dorfstraße              | Gedenkstätte "Karl Julius" und zwei unbekannte KZ-Opfer |              |      |

## Neubauhof
| ID           | Lage                     | Bezeichnung | Beschreibung | Bild |
| ------------ | ------------------------ | --- | ------------ | ---- |
| 306 Wikidata | Abtshäger Str. 2         | Wohnhaus „Stadtvilla Franzburg“ |              |      |
| 332 Wikidata | auf dem Friedhof (Karte) | Kriegerdenkmal 1914/1918 |              |      |
| 328 Wikidata | Zu den Hellbergen        | Friedhof mit Friedhofsmauer, 5 Grabstelen, Fragment Grabplatte v. Platen, Grabstätte Klingenberg, Grabstätte von Schmiterlöw, Grabstätte Schröder, Grabstätte für drei KZ-Häftlinge |              |      |

## Quelle
- Denkmalliste des Landkreises Vorpommern-Rügen